# Leptinella
Leptinella, biljni rod iz porodice glavočika, dio podtribusa Cotulinae. Rod je opisan 1822, ali su se predstavnici ovoga roda sve do 1987. smatrani dijelom roda Cotula, kada su ga ponovo uspostavili Lloyd & Webb.  Ustanovljeno je da je Leptinella nesumnjivo monofiletska i dovoljno je prepoznatljiva da opravdava prepoznavanje na generičkoj razini. 
Ove vrste su rasprostranjenr na Novoj Gvineji, Australiji, Novom Zelandu, Subantarktičkim otocima i Južnoj Americi.

## Vrste
1. Leptinella albida (D.G.Lloyd) D.G.Lloyd & C.J.Webb
2. Leptinella altilitoralis (P.Royen & D.G.Lloyd) D.G.Lloyd & C.J.Webb
3. Leptinella atrata (Hook.f.) D.G.Lloyd & C.J.Webb
4. Leptinella calcarea (D.G.Lloyd) D.G.Lloyd & C.J.Webb
5. Leptinella conjuncta Heenan
6. Leptinella dendyi (Cockayne) D.G.Lloyd & C.J.Webb
7. Leptinella dioica Hook.f.
8. Leptinella dispersa (D.G.Lloyd) D.G.Lloyd & C.J.Webb
9. Leptinella drummondii (Benth.) D.G.Lloyd & C.J.Webb
10. Leptinella featherstonii F.Muell.
11. Leptinella filicula (Hook.f.) Hook.f.
12. Leptinella filiformis (Hook.f.) D.G.Lloyd & C.J.Webb
13. Leptinella goyenii (Petrie) D.G.Lloyd & C.J.Webb
14. Leptinella intermedia (D.G.Lloyd) D.G.Lloyd & C.J.Webb
15. Leptinella lanata Hook.f.
16. Leptinella leptoloba (Mattf.) D.G.Lloyd & C.J.Webb
17. Leptinella longipes Hook.f.
18. Leptinella maniototo (Petrie) D.G.Lloyd & C.J.Webb
19. Leptinella minor Hook.f.
20. Leptinella nana (D.G.Lloyd) D.G.Lloyd & C.J.Webb
21. Leptinella pectinata (Hook.f.) D.G.Lloyd & C.J.Webb
22. Leptinella plumosa Hook.f.
23. Leptinella potentillina F.Muell.
24. Leptinella pusilla Hook.f.
25. Leptinella pyrethrifolia (Hook.f.) D.G.Lloyd & C.J.Webb
26. Leptinella reptans (Benth.) D.G.Lloyd & C.J.Webb
27. Leptinella rotundata (Cheeseman) D.G.Lloyd & C.J.Webb
28. Leptinella sarawaketensis (P.Royen & D.G.Lloyd) D.G.Lloyd & C.J.Webb
29. Leptinella scariosa Cass.
30. Leptinella serrulata (D.G.Lloyd) D.G.Lloyd & C.J.Webb
31. Leptinella squalida Hook.f.
32. Leptinella tenella (A.Cunn.) D.G.Lloyd & C.J.Webb
33. Leptinella traillii (Kirk) D.G.Lloyd & C.J.Webb
34. Leptinella wilhelminensis (P.Royen) D.G.Lloyd & C.J.Webb

## Sinonimi
- Cotula sect. Leptinella (Cass.) Hook.f.[3]
- Symphyomera Hook.f.

## Vanjske poveznice
|  | Zajednički poslužitelj ima još gradiva o temi Leptinella |
|  | Wikivrste imaju podatke o taksonu Leptinella             |